# Janice Atkinson
Janice Atkinson, née le 31 août 1962 à Londres, est une femme politique britannique indépendante, anciennement membre du Parti pour l'indépendance du Royaume-Uni (UKIP).

## Biographie
Lors des élections européennes de 2014 Janice Atkinson est élue au Parlement européen, où elle siège au sein du groupe Europe de la liberté et de la démocratie directe.
En mars 2015, elle est exclue de l'UKIP pour avoir « jeté le discrédit sur le parti », en même temps que sa chef de cabinet Christine Hewitt, après la diffusion par le quotidien The Sun d'un enregistrement où Hewitt demandait une surfacturation à un restaurateur de Margate, juste avant une conférence du parti.
À partir du 16 juin 2015, elle siège au sein du nouveau groupe Europe des nations et des libertés, coprésidé par la Française Marine Le Pen et le Néerlandais Marcel de Graaff.

## Opinions politiques
Les publications politiques d'Atkinson comprennent Migrant Crime Wave: The EU Cover Up Revealed, Beyond Brussels : Brexit and The New European Patriotism et What Women Want versus The gender, transgender and cultural wars of the West.
À la suite de l'attentat à la bombe de Manchester Arena en mai 2017, Atkinson a appelé à la réintroduction de la peine de mort pour les personnes reconnues coupables de crimes terroristes.
Le 1er mars 2018, Atkinson a été l'un des trois députés britanniques à voter contre une motion visant à encourager les parlements nationaux à interdire les "thérapies de conversion gay".
En août 2018, Atkinson a demandé au ministre de l'Intérieur Sajid Javid de faire flotter l'Union Jack dans les ports et les aéroports ; la demande a été refusée.

## Carrière politique
Atkinson est un ancien membre du parti conservateur  et a dirigé une entreprise de marketing pendant deux décennies avant de devenir député européen. Sous le nom de Janice Small, elle était attachée de presse pour les conservateurs dans le sud-est du pays pendant la campagne électorale. aux élections générales de 2005 et aux élections générales de 2010, elle était la candidate conservatrice pour Batley et Spen, a terminé deuxième, avec 4 406 voix de retard sur le député travailliste sortant Mike Wood. Elle a également été directrice de Conservative Action for Electoral Reform. M. Atkinson a rejoint l'UKIP en 2011, invoquant l'échec de David Cameron à organiser un référendum sur l'appartenance à l'Union européenne. Sous le nom de Janice Atkinson-Small, elle a écrit une chronique pour le Daily Mail.
Elle a été choisie comme candidate de l'UKIP pour Folkestone et Hythe lors des élections générales de 2015, avant d'être exclu du parti et de se voir retirer sa candidature en raison d'une « grave irrégularité financière ».
Le 16 juin 2015, il a été annoncé qu'Atkinson avait rejoint l'équipe de la le nouveau groupe d'extrême droite au Parlement européen, l'Europe des nations et de la liberté (ENF).